# 미리벨 캉통
미리벨 캉통(프랑스어: Canton de Miribel)은 프랑스의 캉통 중 하나로, 오베르뉴론알프 레지옹의 앵 주에 위치해 있다.
2015년 3월 프랑스 캉통 개편으로 소속 코뮌이 5개에서 8개로 늘었다. 관청 소재지는 미리벨이다.

## 지리
부르캉브레스 아롱디스망에 속해 있는 캉통이다. 해발고도는 165m (네롱)부터 324m (베노)까지이며, 평균고도는 176m (빌리외로예모용)이다.

## 인구
| 연도        | 인구   | ±% p.a. |
| ----------- | ------ | ------- |
| 2013        | 27,340 | —       |
| 2018        | 28,916 | +1.13%  |
| 출처: INSEE |        |         |

## 코뮌
메지미외 캉통에는 다음과 같은 코뮌이 속해 있다.
- 베노
- 라부아스
- 미리벨
- 네롱
- 니에브로즈
- 생모리스드베노
- 틸
- 트라모예

## 같이 보기
- 앵 주의 캉통
- 프랑스의 캉통